# Txomin Nagore Arbizu
Txomin Nagore Arbizu (nascut el 26 d'agost de 1974 a Pamplona) és un exfutbolista navarrès que jugava com a migcampista defensiu.